# 加拉塔薩雷體育俱樂部
加拉塔萨雷体育俱乐部（土耳其語：Galatasaray Spor Kulübü）是一家總部位于歐洲側伊斯坦堡的土耳其綜合性体育俱乐部，該俱樂部還下轄足球、篮球、轮椅篮球、排球、水球、手球、田径、游泳、赛艇、帆船、柔道、桥牌、赛车运动、马术、电子竞技和国际象棋等分項目俱樂部。